# Tang Mengni
Tang Mengni (em chinês:  汤梦妮; Xangai, 8 de abril de 1994) é uma nadadora sincronizada chinesa, medalhista olímpica. 

## Carreira
Tang representou seu país nos Jogos Olímpicos de 2016, ganhando a medalha de prata por equipes.